# Rout of Moy
Rout of Moy (etwa „Schlappe von Moy“) ist der Name einer Episode des zweiten Jakobitenaufstands, die sich in der Nacht des 16. Februar 1746 ereignete. Dabei schlugen fünf Jakobiten ein 1500 Mann starkes Heer der Regierungstruppen in die Flucht.

## Verlauf
Der jakobitische Prätendent Charles Edward Stuart (besser bekannt als „Bonnie Prince Charlie“) verbrachte diese Nacht im Herrenhaus Moy Hall, acht Meilen südlich von Inverness. Als dies dem Lord Loudoun, Kommandeur der regierungstreuen Truppen in Inverness, bekannt geworden sei, ordnete er umgehend einen Nachtmarsch an und brach mit rund 1500 Mann nach Moy auf. Der Legende nach sollen die Pläne Loudouns von einer Wirtstochter abgehört worden sein, die die Offiziere Loudouns belauschte und umgehend die Lady MacKintosh darüber informierte.
Lady MacKintosh sandte daraufhin zum einen den fünfzehnjährigen Lachlan MacKintosh nach Moy, um den Prinzen vor dem Vormarsch Loudouns zu warnen. Zum anderen hatte sie einen Wachposten auf der Straße von Inverness nach Moy stationiert, bestehend aus Donald Fraser (dem Hufschmied von Moy) sowie vier weiteren Männern. Beim Anmarsch der Truppen Loudouns feuerten diese fünf Mann der Überlieferung nach wild mit ihren wenigen Gewehren und erhoben ein großes Geschrei, bei dem sie sich in der Dunkelheit gegenseitig die Namen der verschiedenen jakobitischen Clans zuriefen, so dass die heranrückenden Truppen bald im Glauben waren, einer ganzen jakobitischen Armee gegenüberzustehen und sich überstürzt nach Inverness zurückzogen. 
Das einzige Todesopfer des Scharmützels war der berühmte Dudelsackspieler Donald MacCrimmon.